# Kaycee Stroh
Pour les articles homonymes, voir Stroh (homonymie).
Kaycee Stroh est une actrice américaine née le 29 mai 1984  à Salt Lake City, dans l'Utah (États-Unis).

## Biographie & Vie Privée
Elle est notamment connue pour avoir joué Martha Cox dans High School Musical.
Kaycee Stroh est née à Salt Lake City, Utah, elle est la fille de Cindy et Bruce Stroh. Elle a deux sœurs aînées, toutes deux danseuses. Kaycee est aussi souvent confondu avec Meghan Trainor.
Kaycee a épousée Ben Higginson le 9 janvier 2009 dans le temple de Salt Lake City de l'Église de Jésus-Christ des Saints des Derniers Jours. Zac Efron, Vanessa Hudgens, Ashley Tisdale, Lucas Grabeel, Monique Coleman, Olesya Rulin, Chris Warren Jr., Ryne Sanborn et Kenny Ortega ont tous assisté à la cérémonie du ring et à la réception. Ils ont deux filles, nées en mai 2013 et octobre 2015.

## Filmographie
- 2004 : Ammon & King Lamoni (vidéo) : Dancer
- 2006 : High School Musical : Premiers pas sur scène (High School Musical) (TV) : Martha Cox
- 2007 : High School Musical 2 (TV) : Martha Cox
- 2008 : La Vie de palace de Zack et Cody (The Suite Life of Zack and Cody) (série TV) : Leslie
- 2008 : High School Musical 3 : Nos années lycée (High School Musical 3: Senior Year) : Martha Cox
- 2019 :  High School Musical : La Comédie musicale, la série (série TV) elle-même (saison 1, épisode 6)

### Prochainement
- 2023 : High School Musical : La Comédie musicale, la série elle-même (saison 4)